# BBC Documentary
BBC Documentary is een van de grootste onderdelen van de BBC. De afdeling maakt documentaires. De Britten hebben voor BBC Documentary een team van wetenschappers, presentators en onderwijzers aangesteld die middels documentaires proberen bij te dragen aan de algemene ontwikkeling van de mens. Veelgebruikte categorieën van BBC Documentary zijn wetenschap, geschiedenis, reizen en natuur.